# Эспарса, Габриэль (тхэквондист)
Габриэ́ль Эспа́рса Пе́рес (исп. Gabriel Esparza Pérez; 31 марта 1973, Памплона) — испанский тхэквондист, представитель наилегчайшей весовой категории. Выступал за сборную Испании по тхэквондо на всём протяжении 1990-х годов, серебряный призёр летних Олимпийских игр в Сиднее, трёхкратный чемпион Европы, серебряный и бронзовый призёр чемпионатов мира.

## Биография
Габриэль Эспарса родился 31 марта 1973 года в городе Памплона автономного сообщества Наварра, Испания. Проходил подготовку в спортивном центре Centro de Alto Rendimiento, с 1988 года регулярно принимал участие в различных юниорских соревнованиях по тхэквондо.
Первого серьёзного успеха на взрослом международном уровне добился в 1991 году, когда вошёл в основной состав испанской национальной сборной и побывал на чемпионате мира в Афинах, откуда привёз награду бронзового достоинства, выигранную в наилегчайшей весовой категории.
В 1992 году одержал победу на домашнем чемпионате Европы в Валенсии, два года спустя на аналогичных соревнованиях в Загребе повторил это достижение.
На мировом первенстве 1995 года в Маниле стал в категории до 58 кг серебряным призёром.
В 1996 году занял первое место на чемпионате Европы в Хельсинки, став таким образом трёхкратным чемпионом европейских первенств по тхэквондо.
В 1998 году на чемпионате Европы в Эйндховене выиграл серебряную медаль.
Когда тхэквондо было официально включено в олимпийскую программу, Эспарса принял участие в розыгрыше всемирной олимпийской квалификации и занял здесь второе место, что позволило ему пройти отбор на летние Олимпийские игры в Сиднее. На Играх, выступая в категории до 58 кг, благополучно прошёл своих соперников по турнирной сетке на стадиях четвертьфиналов и полуфиналов, тогда как в решающем финальном поединке со счётом 2:4 уступил греку Михаилу Мурутсосу и таким образом получил серебряную олимпийскую медаль. Вскоре по окончании Олимпиады принял решение завершить карьеру профессионального спортсмена.